# هرانسیو مونیز
هرانسیو مونیز (اسپانیایی: Horacio Muñoz‎؛ زادهٔ ) یک بازیکن فوتبال اهل شیلی است.

## تیم ملی
وی همچنین در تیم ملی فوتبال شیلی بازی کرده است.